# Talsperre Beni Haroun
Die Talsperre Beni Haroun ist die größte Talsperre Algeriens sowohl nach der Höhe des Bauwerks als auch nach der Größe des Stausees.

## Beschreibung
Sie steht im Nordosten des Landes bei Mila, westlich von Constantine in der Provinz Mila am Fluss Oued El Kebir (der auch Rhumel genannt wird). Die Staumauer aus Walzbeton (RCC) ist 120 m hoch, 710 m lang, hat ein Betonvolumen von 1,69 Millionen m³ und ein Gesamtvolumen von 1,9 Millionen m³. Der Stausee hat einen Speicherraum von 963 Millionen Kubikmetern.
Das angeschlossene Wasserkraftwerk hat eine Nennleistung von 180 MW. Neben der Stromgewinnung wird die Talsperre zur Trinkwasserversorgung in den Provinzen Mila, Jijel, Constantine, Oum el Bouaghi, Batna und Khenchela genutzt. Sie ist auch wichtig zur Bewässerung von 30.000 Hektar landwirtschaftlich genutzter Flächen.
Der Planer des Projektes war das belgische Büro Tractebel Ingénierie, die Baufirma war das spanische Unternehmen Dragados y Construcciones. Die Einweihung wurde im Januar 2004 gefeiert.
Im Juni 2011 hatte die Talsperre mit 851 Millionen Kubikmetern das bis dahin höchste Niveau seit Beginn ihres schrittweisen Aufstauens seit 2005 erreicht.
Am 7. Februar 2012 wurden 900 Millionen m³ erreicht, am 11. Februar 990 Millionen m³ und am 12. Februar waren es 1 Milliarde m³, ca. 40 Millionen m³ über der theoretischen Kapazität.